# تربة أحفورية

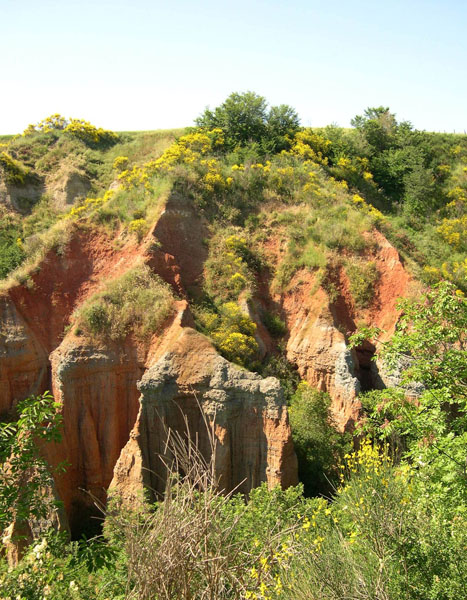
تُربة أحفورية في إيطاليا

في علوم الأرض، التربة الأحفورية (بالإنجليزية: Paleosol)‏، هي تربة رسوبية تكوّنت منذ ملايين السنين وتحتوي على مؤشرات وآثار الظروف البيئية والمناخية السائدة في ذلك العهد.